# Claude Gueux
Claude Gueux è la quinta opera di narrativa di Victor Hugo, pubblicata nel 1834. Il libro è incentrato sulla denuncia delle condizioni di vita dei prigionieri, situazione peggiorata dalla mancata correlazione tra i delitti commessi e le pene comminate. Si tratta di un romanzo breve che include influenze dallo stile dei pamphlet.

## Il libro

### Genesi dell'opera
Il libro prende il titolo da Claude Gueux, criminale francese della cui condanna a morte, avvenuta nel 1832, Hugo aveva letto sul giornale. Fermo oppositore di tale provvedimento, a cui già nel 1829 aveva dedicato L'ultimo giorno di un condannato a morte, l'autore decise di riaffrontare l'argomento in un nuovo testo. Nasce così Claude Gueux, opera strutturata come romanzo storico realista, in cui Hugo inframezza riflessioni e pensieri personali.

### Trama
Claude Geuex è un operaio che vive nella Parigi di inizio XIX secolo. Con il suo lavoro mantiene la donna con cui convive, ma con cui non è sposato, e il loro figlio piccolo. Durante l'inverno, a causa del freddo e della fame, si ritrova costretto a rubare del cibo: azione per cui verrà scoperto e condannato a cinque anni di prigione, continuando però a lavorare. Qui suscita l'ostilità del direttore in risposta alla popolarità che riscuote tra gli altri detenuti; fa anche amicizia con Albin, un carcerato dalla cui compagnia trae forze. I due sviluppano un sentimento di sincero affetto e di reciproca solidarietà.
Il direttore, intenzionato a colpire il prigioniero, fa dunque spostare Albin in modo che i due rimangano isolati. Le richieste di Claude di annullare il provvedimento gli costeranno una punizione per insolenza; dopo questi fatti l'uomo decide dunque di agire in modo da vendicarsi. Si procura un'ascia e, con quella e le forbici della sua compagna che ha tenuto come ricordo, uccide il direttore e tenta poi di suicidarsi. Sopravvive solo per vedersi condannato a morte.

## Pubblicazione
Il testo venne pubblicato la prima volta il 6 luglio 1934 sulla rivista La Revue de Paris, per poi essere ristampato come opuscolo dall'editore Evreat.